# The Mary Tyler Moore Show
The Mary Tyler Moore Show (původně Mary Tyler Moore) je americký televizní sitcom, jehož autory jsou James L. Brooks a Allan Burns. Premiérově byl vysílán na stanici CBS v letech 1970–1977; celkem vzniklo 168 dílů rozdělených do sedmi řad. Seriál je jedním z nejuznávanějších pořadů americké televize, získal několik ocenění. Vůbec poprvé v historii americké televizní produkce byla hlavní postavou nevdaná a nezávislá žena (Mary Richards, kterou ztvárnila Mary Tyler Moore), jež se chce řádně věnovat své pracovní kariéře.
Ze seriálu The Mary Tyler Moore Show byly odvozeny sitcomy Rhoda (1974–1978) a Phyllis (1975–1977) a dramatický seriál Lou Grant (1977–1982). V roce 2000 vznikl také televizní film Mary and Rhoda.

## Příběh
Mary Richards je nezadaná žena, která opustila svého snoubence, se kterým dva roky žila, a ve svých 30 letech se přestěhovala do Minneapolisu. V televizní stanici WJM se uchází o práci sekretářky, ale protože je tato pozice již zabraná, je jí nabídnuto místo spoluproducentky zpravodajského pořadu Six O'Clock News. Postupně se přátelí se svým neústupným, ale milým šéfem Louem Grantem, autorem zpráv Murraym Slaughterem a ztřeštěným hlasatelem Tedem Baxterem.

## Obsazení
- Mary Tyler Moore jako Mary Richards
- Edward Asner jako Lou Grant
- Valerie Harper jako Rhoda Morgenstern (1.–4. řada, jako host v 6. a 7. řadě)
- Gavin MacLeod jako Murray Slaughter
- Ted Knight jako Ted Baxter
- Cloris Leachman jako Phyllis Lindstrom (1.–5. řada)
- Georgia Engel jako Georgette Franklin (3.–7. řada)
- Betty White jako Sue Ann Nivens (4.–7. řada)